# Анзор Меквабишвили
Анзор Меквабишвили (груз. ანზორ მექვაბიშვილი; Тбилиси, Грузија, 5. јун 2001), је грузијски професионални фудбалер који игра на позицији везног играча за Прву лигу Румуније у фудбалу клуб Фк Универзитатеа Крајова и репрезентацију Грузије.
Украјински клуб ЛНЗ је показао интересовање за за његов прелазак, и Черкаски клуб му је понудио 400 хиљада евра, али је он због рата одбио да пређе у ЛНЗ. За исти износ, Меквабишвили је прешао у румунски Фк Универзитатеа Крајова. Поред ЛНЗ-а, за Анзора су били заинтересовани и Шахтјор и Полесје.

## Клупска каријера
Меквабишвили је рођен у Тбилисију, а наставио је да игра за локални клуб ФК Динамо Тбилиси на омладинском нивоу. 2020. године дебитовао је за сениорски тим. Током свог мандата у клубу, освојио је више трофеја, укључујући три Еровнули лиге 2019, 2020. и 2022. године. Такође је освојио два Суперкупа Грузије. 
У јануару 2024, Меквабишвили се придружио ФК Универзитатеа Крајова. Од тада је одиграо 20 утакмица за клуб, а још није постигао гол. 

## Репрезентативна каријера
Меквабишвили је дебитовао за фудбалску репрезентацију Грузије 25. марта 2022. против Босне и Херцеговине. Од тада је постао чест стартер за нацију. 2024. године, Меквабишвили је изабран за први међународни турнир Грузије (Еуро 2024). 18. јуна 2024. почео је у мечу нације против Турске, где је нација изгубила са 3-1.

## Репрезентативна статистика
Ажурирано Утакмица одигране до 22. јуна 2024.
| Национални тим | Година | Наступи | Голови |
| -------------- | ------ | ------- | ------ |
| Грузија        | 2022.  | 7       | 0      |
| Грузија        | 2023.  | 6       | 0      |
| Грузија        | 2024   | 3       | 0      |
| Укупно         | Укупно | 16      | 0      |

## Почасти
Динамо Тбилиси
- Еровнули Лига : 2019, 2020, 2022.
- Суперкуп Грузије : 2021, 2023.